# Kanton Tonneins
Tonneins is een kanton van het Franse departement Lot-et-Garonne. Het kanton maakt deel uit van het arrondissement Marmande.

## Gemeenten
Het kanton Tonneins omvatte tot 2014 de volgende 5 gemeenten:
- Clairac
- Fauillet
- Lafitte-sur-Lot
- Tonneins (hoofdplaats)
- Varès

Bij de herindeling van de kantons door het decreet van 26 februari 2014, met uitwerking op 22 maart 2015, werden volgende 8 gemeenten ( waaronder alle 7 gemeenten van het opgeheven kanton Castelmoron-sur-Lot ) aan het kanton toegevoegd:
- Brugnac
- Castelmoron-sur-Lot
- Coulx
- Grateloup-Saint-Gayrand
- Hautesvignes
- Labretonie
- Laparade
- Verteuil-d'Agenais